# آلته آ کونتیس

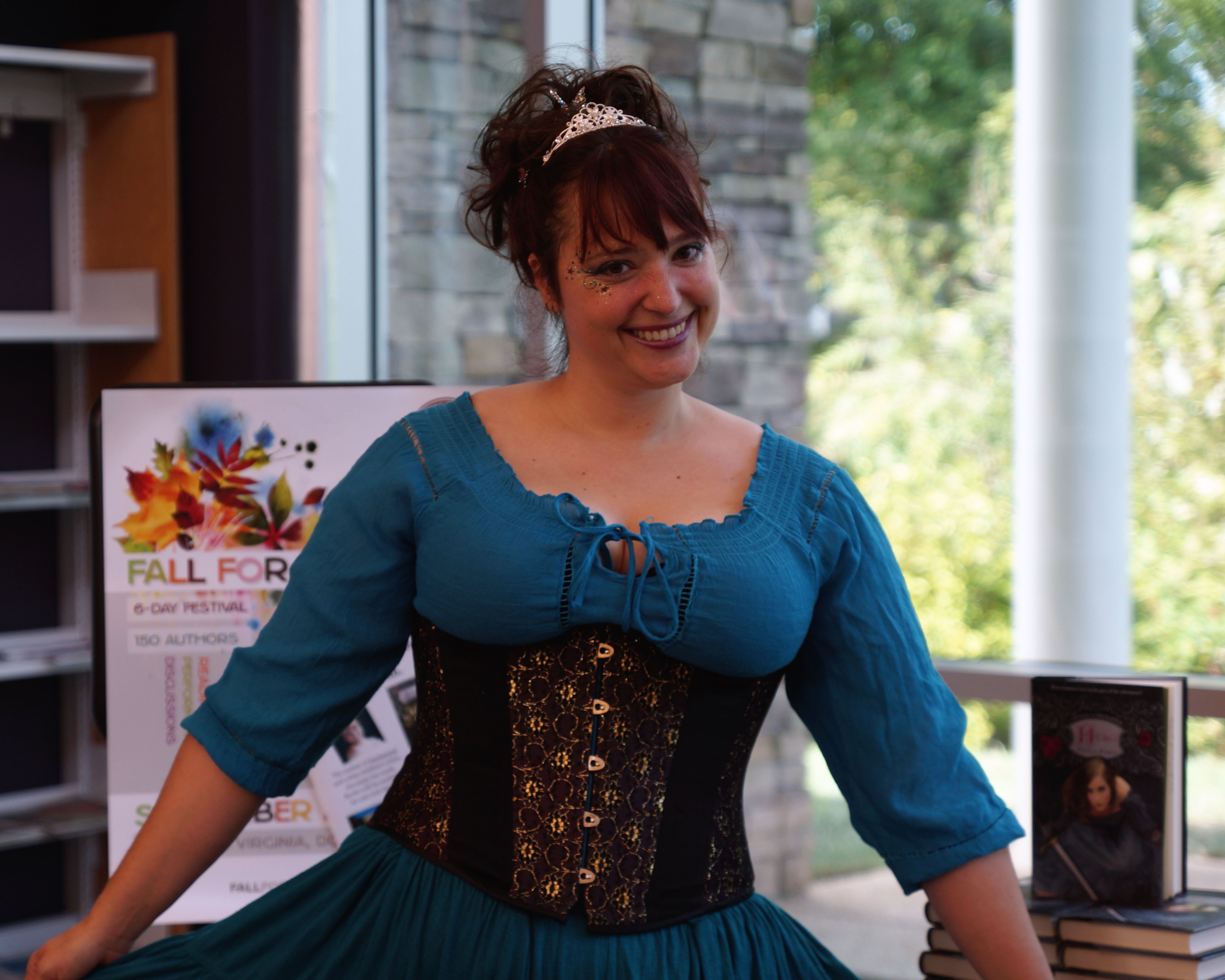

آلته آ کونتیس نویسنده آمریکایی کتاب‌های نوجوانان و بزرگسالان، کتاب‌های مصور و داستان‌های فکری، عمدتاً برای کودکان است. او در اشبرن، ویرجینیا و سپس در تیتوس‌ویل، فلوریدا زندگی کرد.